# Hohenbucko
Hohenbucko es un municipio del distrito de Elba-Elster, en Brandeburgo (Alemania). Pertenece al Amt (Unión de municipios) de Schlieben.
- Wikimedia Commons alberga una galería multimedia sobre Hohenbucko.

- Datos: Q551500
- Multimedia: Hohenbucko / Q551500

1. ↑  Worldpostalcodes.org, código postal n.º 04936.